# Bonneval-sur-Arc
Bonneval-sur-Arc es una comuna francesa situada en el departamento de Saboya, en la región de Auvernia-Ródano-Alpes.
Es parte de la asociación Les Plus Beaux Villages de France (Los Pueblos más Bonitos de Francia).

## Demografía
Evolución demográfica
| 131 | 139 | 149 | 211 | 216 | 242 | 270 |
| Para los censos de 1962 a 1999 la población legal corresponde a la población sin duplicidades, según es definida por el INSEE |     |     |     |     |     |     |